# 蓋爾高迪什基斯
蓋爾高迪什基斯是立陶宛的城市，位於沙基艾以北15公里的尼曼河左岸，由馬里揚泊列縣負責管轄，海拔高度51米，面積3.4平方公里，2010年人口1,879。

## 外部連結
- Gelgaudiškis web page （页面存档备份，存于）